# Тиличики (аэропорт)
Тиличики — аэропорт в Камчатском крае, расположенный близ села Тиличики. Аэропорт пострадал во время землетрясения в 2006 году, была повреждена взлётно-посадочная полоса. К 2008 году полоса была восстановлена, и аэропорт начал принимать самолёты.

## Принимаемые типыВС
Ан-24, Ан-26, Ан-28, Ан-30, Ан-72, Ан-74, Як-40 и др. типы ВС 3-4 класса, вертолёты всех типов. Максимальный взлётный вес воздушного судна 35 тонн. Классификационное число ВПП (PCN) 16/F/D/Y/T.

## Показатели деятельности
| год             | 2014 | 2015 | 2016 | 2017 |
| тыс. пассажиров | 24,7 | 25,1 | 30,5 | 32,9 |
| Источники:      |      |      |      |      |

## Направления рейсов
- Петропавловск-Камчатский (аэропорт Елизово)
- Села Олюторского и Пенжинского муниципальных районов
- Оссора